# Super Bowl XXXIX

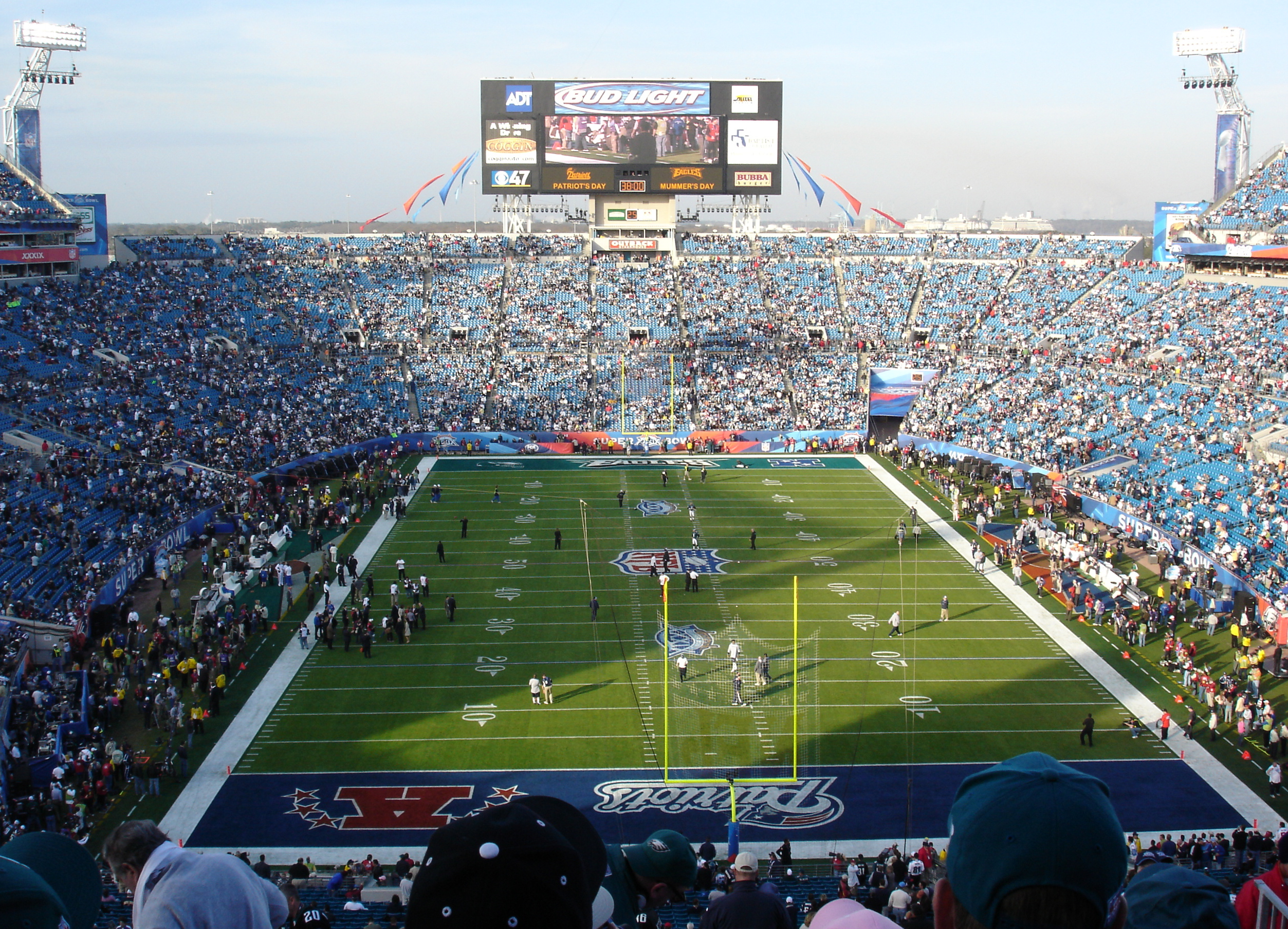
Super Bowl XXXIX staat op het punt te beginnen

Super Bowl XXXIX was de 39e editie van de Super Bowl, een Americanfootballwedstrijd tussen de kampioenen van de National Football Conference en de American Football Conference waarin bepaald werd wie de kampioen werd van de National Football League voor het seizoen van 2004. De wedstrijd werd gespeeld op 6 februari 2005 in het Alltel Stadium in Jacksonville, Florida. De New England Patriots wonnen de wedstrijd met 24–21 van de Philadelphia Eagles.

## Play-offs
Play-offs gespeeld na het reguliere seizoen.
| Geplaatste teams | Geplaatste teams                    | Geplaatste teams                   |
| Plaats           | AFC                                 | NFC                                |
| ---------------- | ----------------------------------- | ---------------------------------- |
| 1                | Pittsburgh Steelers (Noord-winnaar) | Philadelphia Eagles (Oost-winnaar) |
| 2                | New England Patriots (Oost-winnaar) | Atlanta Falcons (Zuid-winnaar)     |
| 3                | Indianapolis Colts (Zuid-winnaar)   | Green Bay Packers (Noord-winnaar)  |
| 4                | San Diego Chargers (West-winnaar)   | Seattle Seahawks (West-winnaar)    |
| 5                | New York Jets                       | St. Louis Rams                     |
| 6                | Denver Broncos                      | Minnesota Vikings                  |

|  | Wildcard Play-offs       | Wildcard Play-offs       |                                  |                      | Divisional Play-offs             | Divisional Play-offs             |                        |                        | NFC & AFC Championships | NFC & AFC Championships |  |  | Super Bowl XXXIX | Super Bowl XXXIX |
|  |                          |                          |                                  |                      |                                  |                                  |                        |                        |                         |                         |  |  |                  |                  |
|  | Lambeau Field, 9 jan.    | Lambeau Field, 9 jan.    |                                  |                      | Lincoln Financial Field, 16 jan. | Lincoln Financial Field, 16 jan. |                        |                        |                         |                         |  |  |                  |                  |
|  | Lambeau Field, 9 jan.    | Lambeau Field, 9 jan.    | Lincoln Financial Field, 23 jan. |                      | Lincoln Financial Field, 16 jan. | Lincoln Financial Field, 16 jan. |                        |                        |                         |                         |  |  |                  |                  |
|  | Lambeau Field, 9 jan.    | Lambeau Field, 9 jan.    | Philadelphia Eagles              | 27                   |                                  |                                  |                        |                        |                         |                         |  |  |                  |                  |
|  | Green Bay Packers        | 17                       | Philadelphia Eagles              | 27                   |                                  |                                  |                        |                        |                         |                         |  |  |                  |                  |
|  | Green Bay Packers        | 17                       |                                  | Minnesota Vikings    | 14                               |                                  |                        |                        |                         |                         |  |  |                  |                  |
|  | Minnesota Vikings        | 31                       |                                  | Minnesota Vikings    | 14                               | Philadelphia Eagles              | 27                     |                        |                         |                         |  |  |                  |                  |
|  | Minnesota Vikings        | 31                       | Georgia Dome, 15 jan.            |                      |                                  | Philadelphia Eagles              | 27                     |                        |                         |                         |  |  |                  |                  |
|  | Qwest Field, 8 jan.      | Qwest Field, 8 jan.      |                                  | Atlanta Falcons      | 10                               |                                  | Alltel Stadium, 6 feb. | Alltel Stadium, 6 feb. |                         |                         |  |  |                  |                  |
|  | Qwest Field, 8 jan.      | Qwest Field, 8 jan.      | Atlanta Falcons                  | Atlanta Falcons      | 10                               | 47                               | Alltel Stadium, 6 feb. | Alltel Stadium, 6 feb. |                         |                         |  |  |                  |                  |
|  | Seattle Seahawks         | 20                       | Atlanta Falcons                  |                      |                                  | 47                               | Alltel Stadium, 6 feb. | Alltel Stadium, 6 feb. |                         |                         |  |  |                  |                  |
|  | Seattle Seahawks         | 20                       |                                  | St. Louis Rams       | 17                               |                                  | Alltel Stadium, 6 feb. | Alltel Stadium, 6 feb. |                         |                         |  |  |                  |                  |
|  | St. Louis Rams           | 27                       |                                  | St. Louis Rams       | 17                               | Philadelphia Eagles              | 21                     |                        |                         |                         |  |  |                  |                  |
|  | St. Louis Rams           | 27                       | Heinz Field, 15 jan.             |                      |                                  | Philadelphia Eagles              | 21                     |                        |                         |                         |  |  |                  |                  |
|  | Qualcomm Stadium, 8 jan. | Qualcomm Stadium, 8 jan. | Heinz Field, 23 jan.             | Heinz Field, 23 jan. |                                  | New England Patriots             | 24                     |                        |                         |                         |  |  |                  |                  |
|  | Qualcomm Stadium, 8 jan. | Qualcomm Stadium, 8 jan. | Heinz Field, 23 jan.             | Heinz Field, 23 jan. | Pittsburgh Steelers              | New England Patriots             | 24                     | 20*                    |                         |                         |  |  |                  |                  |
|  | San Diego Chargers       | 17                       | Heinz Field, 23 jan.             | Heinz Field, 23 jan. | Pittsburgh Steelers              |                                  |                        | 20*                    |                         |                         |  |  |                  |                  |
|  | San Diego Chargers       | 17                       | Heinz Field, 23 jan.             | Heinz Field, 23 jan. |                                  | New York Jets                    | 17                     |                        |                         |                         |  |  |                  |                  |
|  | New York Jets            | 20*                      |                                  | Pittsburgh Steelers  | 27                               | New York Jets                    | 17                     |                        |                         |                         |  |  |                  |                  |
|  | New York Jets            | 20*                      | Gillette Stadium, 16 jan.        | Pittsburgh Steelers  | 27                               |                                  |                        |                        |                         |                         |  |  |                  |                  |
|  | RCA Dome, 9 jan.         | RCA Dome, 9 jan.         |                                  | New England Patriots | 41                               |                                  |                        |                        |                         |                         |  |  |                  |                  |
|  | RCA Dome, 9 jan.         | RCA Dome, 9 jan.         | New England Patriots             | New England Patriots | 41                               | 20                               |                        |                        |                         |                         |  |  |                  |                  |
|  | Indianapolis Colts       | 49                       | New England Patriots             |                      |                                  | 20                               |                        |                        |                         |                         |  |  |                  |                  |
|  | Indianapolis Colts       | 49                       |                                  | Indianapolis Colts   | 3                                |                                  |                        |                        |                         |                         |  |  |                  |                  |
|  | Denver Broncos           | 24                       |                                  | Indianapolis Colts   | 3                                |                                  |                        |                        |                         |                         |  |  |                  |                  |
|  | Denver Broncos           | 24                       |                                  |                      |                                  |                                  |                        |                        |                         |                         |  |  |                  |                  |

* Na verlenging.